# WWF輕重量級冠軍
WWF輕重量級冠軍（英語：WWF Light Heavyweight Championship），是隸屬於世界摔角娛樂的前身，也就是世界摔角聯盟旗下節目RAW is WAR的一退役冠軍項目，它成立於1981年，退役於2001年。